# Ácido 6-aminopenicilánico
El ácido 6-aminopenicilánico (6-APA) es un compuesto químico que forma el núcleo fundamental de la molécula de los antibióticos del grupo de las penicilinas y usado en la fabricación de penicilinas sintéticas. La estructura comprende un anillo betalactámico unido a un anillo tiazolidínico. La adición de diferentes moléculas sobre el 6-aminopenicilánico determina la farmacología esencial y las propiedades antibacterianas de los compuestos así formados.

## Derivados
Los derivados semisintéticos del ácido 6-aminopenicilánico son los que permitieron disponer de preparados activos de la penicilina por vía oral, con mayor resistencia a las enzimas betalactamasas y mayor capacidad de penetración en las bacterias gramnegativas, como las aminopenicilinas y las penicilinas antiestafilocócicas. Este evento dio paso a lo que se llamó el redescubrimiento de la penicilina y marcó un hito importante en el advenimiento de los nuevos antibióticos o antibióticos semisintéticos. De hecho todas las penicilinas se consideran derivadas acilos de este núcleo común 6-APA y los efectos antibacterianos difieren de acuerdo al tipo de cadena lateral que tenga el 6-APA.
La producción natural del 6-APA es una facultad de algunos hongos productores de penicilina, como el Trichophyton mentagrophytes, Aspergillus ochraceus y varias especies del género Penicillium.
Las cefalosporinas también derivan del ácido 7-aminocefalosporánico.

## Fabricación
Este compuesto útil se puede producir enzimáticamente o químicamente, a partir de penicilina G: